# 2008 na televisão brasileira
A seguir há uma lista de eventos relacionados à televisão brasileira em 2008. Os eventos listados incluem estreias, cancelamentos e finais de programas de televisão; lançamento, encerramento e rebrandings de canais; estações locais mudando de afiliação de rede; e informações sobre controvérsias e disputas de carregamento.

## Eventos notáveis

### Janeiro
| Data | Evento |
| ---- | --- |
| 6    | Na Rede Globo, o Auto Esporte ganha nova vinheta de abertura e grafismos.                                                                                       |
| 6    | Na Rede Globo, Patrícia Poeta assume a apresentação do Fantástico ao lado de Zeca Camargo, substituindo Glória Maria.                                           |
| 23   | Os Diários Associados readquirem 50% das ações da TV Brasília de Brasília, Distrito Federal, que havia sido vendida para as Organizações Paulo Octávio em 2001. |

### Março
| Data | Evento |
| ---- | --- |
| 3    | No SBT, o SBT Brasil ganha nova vinheta de abertura e grafismos.                                                                                       |
| 26   | Na Rede Bandeirantes, Roberto Cabrini deixa a apresentação do Jornal da Noite. Eleonora Paschoal assume interinamente o telejornal.                    |
| 28   | Na Rede Bandeirantes, Mariana Ferrão deixa a bancada do Jornal da Band.                                                                                |
| 30   | A Rede Globo estreia nova identidade visual. |
| 30   | Na Rede Globo, o Globo Cidade ganha nova vinheta de abertura e grafismos.                                                                              |
| 31   | Na Rede Globo, o Mais Você ganha nova vinheta de abertura e gráficos.                                                                                  |
| 31   | Na Rede Globo, o Globo Esporte ganha novo cenário, vinheta de abertura e grafismos.                                                                    |
| 31   | Na Rede Globo, o Vídeo Show ganha nova vinheta de abertura e gráficos.                                                                                 |
| 31   | Na Rede Bandeirantes, Ticiana Villas Boas assume a bancada do Jornal da Band ao lado de Ricardo Boechat e Joelmir Beting, substituindo Mariana Ferrão. |
| 31   | Na Rede Globo, o Programa do Jô ganha novo cenário, vinheta de abertura e gráficos.                                                                    |

### Abril
| Data | Evento |
| ---- | --- |
| 5    | Na Rede Record, Márcio Garcia deixa a apresentação do programa O Melhor do Brasil. |
| 5    | A Rede Bandeirantes transmite a 54.ª edição do Miss São Paulo. |
| 5    | Na Rede Globo, o Globo Ecologia ganha nova vinheta e logotipo. |
| 5    | Na Rede Globo, o Caldeirão do Huck ganha novo cenário, vinheta de abertura e grafismos. |
| 5    | Na Rede Globo, o Supercine ganha novo cenário, vinheta de abertura e grafismos. |
| 5    | Na Rede Globo, o Altas Horas ganha novo cenário, vinheta de abertura e grafismos. |
| 6    | Na Rede Globo, o Globo Rural ganha nova vinheta de abertura e grafismos. |
| 6    | Na Rede Globo, o A Turma do Didi ganha nova vinheta de abertura e grafismos. |
| 6    | Na Rede Globo, a Temperatura Máxima ganha nova vinheta de abertura e grafismos. |
| 6    | Na Rede Globo, o Domingão do Faustão ganha nova vinheta de abertura e grafismos. |
| 8    | Com o vencimento do prazo dado pelo Ministério da Justiça para o cumprimento das regras de classificação indicativa estabelecidas na Portaria nº 1.220, de 11 de julho de 2007, a Rede Globo cria um sinal diferenciado para as suas afiliadas em estados que não seguem o horário de Brasília, denominado como Rede Fuso. Providências similares seriam tomadas pelas outras redes nos anos seguintes. |
| 12   | Na Rede Record, Rodrigo Faro assume a apresentação do programa O Melhor do Brasil, substituindo Márcio Garcia. |
| 13   | A Rede Bandeirantes transmite a 54.ª edição do Miss Brasil. |
| 14   | Na Rede Bandeirantes, Boris Casoy assume a apresentação do Jornal da Noite, substituindo Roberto Cabrini. O telejornal também ganha novo cenário, vinheta de abertura e grafismos. |
| 15   | O jornalista Roberto Cabrini é preso em São Paulo com 10 papelotes de cocaína, enquanto produzia, para a Rede Record, uma matéria onde apurava as supostas relações entre a polícia e a facção criminosa PCC. Cabrini comprou as drogas para forjar um flagrante junto com Nadir Dias da Silva, que também foi presa na ocasião. Em 12 de julho de 2011, a Corregedoria da Polícia Civil do Estado de São Paulo concluiu que os três policiais e o delegado responsáveis pela operação haviam armado para que Cabrini fosse preso, uma vez que ele havia avisado com antecedência sobre a investigação. |
| 19   | Na Rede Record, Roberto Cabrini assume a apresentação do Repórter Record. |
| 28   | Na TV Cultura, a Roda Viva ganha nova vinheta de abertura, logotipo e grafismos. |

### Maio
| Data | Evento                                                                |
| ---- | --------------------------------------------------------------------- |
| 12   | Na Rede Bandeirantes, o Brasil Urgente ganha nova vinheta e logotipo. |

### Junho
| Data  | Evento |
| ----- | --- |
| 7—29  | A Rede Record realiza a cobertura do Campeonato Europeu de Futebol de 2008.                                                                                    |
| 15    | Na Rede Record, Fabiana Scaranzi assume a apresentação do Domingo Espetacular ao lado de Paulo Henrique Amorim e Janine Borba.                                 |
| 26—29 | A Rede Bandeirantes transmite a 43.ª edição do Festival Folclórico de Parintins, sendo essa a primeira vez que o evento é exibido na íntegra em rede nacional. |

### Julho
| Data | Evento |
| ---- | --- |
| 7    | A Rede 21 volta a produzir programação própria, após o Grupo Bandeirantes de Comunicação romper o acordo firmado com a Gamecorp para a retransmissão da programação da PlayTV. |
| 19   | A sede da TV Tibagi, afiliada do SBT em Apucarana, Paraná, é destruída por um incêndio que consumiu 90% das suas instalações, resultando na perda de equipamentos e do seu acervo de imagens. |
| 29   | É vazado através de um vídeo publicado no YouTube, um compilado de imagens dos bastidores da transmissão do Festival Folclórico de Parintins, realizada pela Rede Bandeirantes entre 26 e 29 de junho, que se tornou notável pelos comentários irônicos que os apresentadores José Luiz Datena e Patrícia Maldonado faziam um sobre o outro e sobre a transmissão enquanto estavam fora do ar. Em nota, a Band afirmou que o vídeo postado na internet mostrava comentários pontuais e estava fora de contexto, e que "o vazamento de trechos editados dos bastidores evidencia a vontade de produzir o sensacionalismo". |

### Agosto
| Data | Evento |
| ---- | --- |
| 6—24 | A Rede Globo, Rede Bandeirantes, SporTV, BandSports e ESPN Brasil realizam a cobertura dos Jogos Olímpicos de Verão de 2008. |
| 10   | A Rede 21 arrenda 22 horas diárias da sua programação, entre 0h e 22h, para a Igreja Mundial do Poder de Deus, passando a retransmitir a programação da Rede Mundial. As duas horas de programação restantes sob seu controle passaram a ser ocupadas por programas independentes e pelo Jornal Dez, única produção própria da rede. |
| 19   | Início do horário eleitoral gratuito do 1.º turno das Eleições 2008. |

### Setembro
| Data | Evento                                                                                    |
| ---- | ----------------------------------------------------------------------------------------- |
| 15   | Na TV Cultura, o Jornal da Cultura estreia novo cenário, vinheta de abertura e grafismos. |

### Outubro
| Data | Evento |
| ---- | --- |
| 1.º  | O Grupo Bandeirantes de Comunicação adquire a TV Regional de Uberaba, Minas Gerais, que se torna uma emissora própria da Rede Bandeirantes. |
| 1.º  | No SBT, o SBT Repórter ganha nova vinheta de abertura e grafismos. |
| 2    | Término do horário eleitoral gratuito do 1.º turno das Eleições 2008. |
| 14   | Início do horário eleitoral gratuito do 2.º turno (onde houver) das Eleições 2008. |
| 15   | Na RedeTV!, durante o programa A Tarde É Sua, a apresentadora Sonia Abrão conversou ao vivo com o sequestrador Lindemberg Alves, que vinha mantendo Eloá Cristina como refém em seu apartamento em Santo André, São Paulo há dois dias. Antes, no mesmo dia, o sequestrador já havia dado depoimentos para uma equipe da própria RedeTV!, além da Rede Globo e do jornal Folha de S.Paulo. A maneira como a cobertura do caso foi conduzida pela imprensa acabou levantando uma grande controvérsia sobre a ética no jornalismo, em especial após o seu desfecho, que resultou na morte de Eloá em 17 de outubro. Em 2 de dezembro, o Ministério Público Federal moveu ação civil pública contra a RedeTV! pela entrevista ao vivo, exigindo uma indenização por danos coletivos de 1,5 milhão de reais que seria revertida ao Fundo de Defesa de Direitos Difusos. |
| 24   | Término do horário eleitoral gratuito do 2.º turno (onde houver) das Eleições 2008. |

### Novembro
| Data | Evento                                                                                        |
| ---- | --------------------------------------------------------------------------------------------- |
| 3    | No SBT, o SBT Brasil ganha nova trilha sonora e grafismos.                                    |
| 7—8  | O SBT promove a 11.ª edição do Teleton, em prol da AACD.                                      |
| 13   | A Rede Bandeirantes transmite a 9.ª edição do Grammy Latino.                                  |
| 30   | A Rede Globo exibe a 30.ª edição do Prêmio Profissionais do Ano, realizado em 25 de novembro. |

### Dezembro
| Data | Evento                                                                          |
| ---- | ------------------------------------------------------------------------------- |
| 17   | Na Rede Globo, o Cinema Especial ganha nova vinheta e logotipo.                 |
| 20   | Na Rede Globo, o Supercine Especial ganha nova vinheta de abertura e grafismos. |

## Programas

### Janeiro
- 1.º de janeiro — Reestreia Festival de Sucessos na Rede Globo.
- 5 de janeiro — Estreia WWE - Luta Livre Na TV no SBT.
- 7 de janeiro — Termina Câmera Café no SBT.
- 8 de janeiro — Estreia da 8.ª temporada de Big Brother Brasil na Rede Globo.
- 11 de janeiro — Estreia Câmera Record na RecordTV.
- 16 de janeiro — Termina Donas de Casa Desesperadas na RedeTV!.
- 18 de janeiro
  - Termina Amigas & Rivais no SBT.
  - Termina Chiquititas 2000 no SBT.
- 20 de janeiro — Estreia da 1.ª temporada de Nada Além da Verdade no SBT.
- 21 de janeiro — Estreia Lalola no SBT.
- 28 de janeiro — Estreia Scrap MTV na MTV Brasil.

### Fevereiro
- 15 de fevereiro — Termina Sete Pecados na Rede Globo.
- 16 de fevereiro — Termina Dedé e o Comando Maluco no SBT.
- 18 de fevereiro
  - Estreia Beleza Pura na Rede Globo.
  - Estreia Queridos Amigos na Rede Globo.
- 22 de fevereiro — Termina Debate Bola na Rede Record.
- 23 de fevereiro — Estreia Link Brasil na Record News.
- 25 de fevereiro
  - Estreia Poeira em Alto Mar na Rede Globo.
  - Estreia Haru e Natsu: As cartas que não chegaram na Rede Bandeirantes.
- 29 de fevereiro — Termina Poeira em Alto Mar na Rede Globo.

### Março
- 3 de março
  - Reestreia O Privilégio de Amar no SBT.
  - Estreia Domínio MTV na MTV Brasil.
  - Reestreia Aqui Agora no SBT.
  - Estreia Notícias MTV na MTV Brasil.
- 4 de março — Termina Maria do Bairro no SBT.
- 5 de março — Estreia Lavanderia MTV na MTV Brasil.
- 7 de março — Termina Haru e Natsu: As cartas que não chegaram na Rede Bandeirantes.
- 8 de março
  - Estreia Top 10 MTV na MTV Brasil.
  - Estreia Fundão MTV na MTV Brasil.
  - Estreia Amaury Jr. Show na RedeTV!.
- 9 de março — Estreia Vrum no SBT.
- 10 de março — Estreia 15 Minutos na MTV Brasil.
- 13 de março — Estreia Quinta Categoria na MTV Brasil.
- 15 de março — Estreia High School Musical: A Seleção no Disney Channel.
- 16 de março — Estreia High School Musical: A Seleção no SBT.
- 17 de março
  - Termina Fantasia no SBT.
  - Estreia Chiquititas 2008 no SBT.
  - Estreia da 1.ª temporada de Custe o Que Custar na Rede Bandeirantes.
  - Termina Charme no SBT.
- 18 de março — Reestreia Cinema em Casa no SBT.
- 23 de março — Estreia Quem Pode Mais? na Rede Bandeirantes.
- 25 de março — Termina a 8.ª temporada de Big Brother Brasil na Rede Globo.
- 28 de março — Termina Queridos Amigos na Rede Globo.
- 29 de março
  - Termina Os Simpsons na Rede Globo.
  - Termina WWE - Luta Livre Na TV no SBT.

### Abril
- 3 de abril
  - Estreia da 8.ª temporada de A Grande Família na Rede Globo.
  - Estreia Casos e Acasos na Rede Globo.
- 4 de abril
  - Termina Coração de Estudante no Vale a Pena Ver de Novo na Rede Globo.
  - Estreia da temporada 2008 do Globo Repórter na Rede Globo.
  - Estreia Dicas de um Sedutor na Rede Globo.
- 5 de abril
  - Estreia Globo Universidade na Rede Globo.
  - Estreia Hannah Montana na Rede Globo.
- 6 de abril
  - Estreia Semana do Jô no GNT.
  - Estreia Faça Sua História na Rede Globo.
- 7 de abril — Reestreia Cabocla no Vale a Pena Ver de Novo na Rede Globo.
- 8 de abril — Estreia É o Amor na Rede Bandeirantes.
- 11 de abril — Termina Aqui Agora no SBT.
- 19 de abril — Estreia Quem Não Viu, Vai Ver no SBT.
- 20 de abril — Estreia Terceiro Tempo na Rede Bandeirantes.
- 26 de abril — Termina Sábado Campeão na RedeTV!.
- 30 de abril — Estreia da 1.ª temporada de Astros no SBT.

### Maio
- 2 de maio — Termina Desejo Proibido na Rede Globo.
- 3 de maio — Termina Bem Brasil na TV Cultura.
- 4 de maio — Estreia Raul Gil Tamanho Família na Rede Bandeirantes.
- 5 de maio
  - Estreia Ciranda de Pedra na Rede Globo.
  - Notícias das 6 passa a se chamar Notícias das 7 na RedeTV!.
- 6 de maio — Estreia da 5.ª temporada de O Aprendiz na Rede Record.
- 10 de maio — Reestreia TV Xuxa na Rede Globo.
- 11 de maio — Estreia Clube das Mulheres na RedeTV!.
- 12 de maio
  - Estreia Água na Boca na Rede Bandeirantes.
  - Termina Dance Dance Dance na Rede Bandeirantes.
- 25 de maio — Termina Qual É a Música? no SBT.
- 31 de maio — Termina Duas Caras na Rede Globo.

### Junho
- 1.º de junho — Reestreia Programa Silvio Santos no SBT.
- 2 de junho
  - Termina Caminhos do Coração na Rede Record.
  - Estreia A Favorita na Rede Globo.
- 3 de junho
  - Estreia Os Mutantes: Caminhos do Coração na Rede Record.
  - Estreia Profissão Repórter na Rede Globo.
- 9 de junho
  - Estreia Leitura Dinâmica 1.ª edição na RedeTV!.
  - Estreia Pantanal no SBT.
- 10 de junho — Estreia da 1.ª temporada de 9mm: São Paulo na Fox.
- 13 de junho — Termina Encontro Marcado na RedeTV!.
- 16 de junho — Reestreia TV Kids na RedeTV!.
- 21 de junho — Termina A Grande Chance na Rede Bandeirantes.
- 22 de junho — Termina High School Musical: A Seleção no Disney Channel.
- 23 de junho — Termina High School Musical: A Seleção no SBT.
- 26 de junho — Termina a 5.ª temporada de O Aprendiz na Rede Record.
- 27 de junho — Termina Dicas de um Sedutor na Rede Globo.
- 28 de junho — Termina Lalola no SBT.
- 30 de junho — Termina O Privilégio de Amar no SBT.

### Julho
- 1.º de julho — Termina a 1.ª temporada de 9mm: São Paulo na Fox.
- 4 de julho — Estreia Guerra e Paz na Rede Globo.
- 7 de julho — Estreia Aldeia News na Record News.
- 8 de julho — Estreia Chamas da Vida na Rede Record.
- 12 de julho — Termina Quem Não Viu, Vai Ver no SBT.
- 22 de julho — Termina Amor e Intrigas na Rede Record.

### Agosto
- 3 de agosto
  - Termina Late Show Viva Mundo na RedeTV!.
  - Termina MTV de Bolso na MTV Brasil.
- 4 de agosto — Reestreia Prova de Amor na Rede Record.
- 8 de agosto — Termina Estúdio Coca-Cola na MTV Brasil.
- 15 de agosto — Termina Chiquititas 2008 no SBT.
- 19 de agosto — Estreia da 3.ª temporada de Ídolos na Rede Record.
- 23 de agosto — Termina O Jogador na Rede Record.
- 29 de agosto — Termina Cabocla no Vale a Pena Ver de Novo na Rede Globo.
- 30 de agosto — Estreia Brothers na RedeTV!.

### Setembro
- 1.º de setembro
  - Reestreia Mulheres Apaixonadas no Vale a Pena Ver de Novo na Rede Globo.
  - Estreia Olha Você no SBT.
- 7 de setembro — Termina Quem Pode Mais? na Rede Bandeirantes.
- 12 de setembro — Termina Beleza Pura na Rede Globo.
- 13 de setembro — Estreia Bossa sempre Nova na TV Brasil.
- 15 de setembro — Estreia Três Irmãs na Rede Globo.
- 17 de setembro • Termina The Jorges na MTV Brasil.
- 21 de setembro — Estreia Alice na HBO Brasil.
- 27 de setembro — Termina Fundão MTV na MTV Brasil.
- 28 de setembro — A Rede Globo exibe o especial Bossa Nova - 50 Anos.

### Outubro
- 3 de outubro — Termina Ciranda de Pedra na Rede Globo.
- 5 de outubro — Termina MTV Gringa na MTV Brasil.
- 6 de outubro — Estreia Negócio da China na Rede Globo.
- 12 de outubro — Termina a 14.ª temporada de Malhação na TV Globo.
- 15 de outubro — Estreia da 15.ª temporada de Malhação na TV Globo.
- 19 de outubro — Estreia É Notícia na RedeTV!.
- 24 de outubro — Termina Guerra e Paz na Rede Globo.
- 27 de outubro — Estreia Estúdio i na GloboNews.
- 28 de outubro — Termina Clube das Mulheres na RedeTV!.
- 31 de outubro — Estreia da 1.ª temporada de Ó Paí, Ó na Rede Globo.

### Novembro
- 1.º de novembro — Estreia Educação e Trabalho na TV Cultura.
- 17 de novembro — Estreia MTV Procura com Cachorro Grande na MTV Brasil.
- 21 de novembro
  - Termina Nickers na Nickelodeon.
  - Estreia da 1.ª temporada de Dilemas de Irene no GNT.

### Dezembro
- 1 de dezembro — A Rede Record exibe o Especial Aprendiz.
- 5 de dezembro — Termina a 1.ª temporada de Ó Paí, Ó na Rede Globo.
- 7 de dezembro — Termina MTV Procura com Cachorro Grande na MTV Brasil.
- 8 de dezembro — Estreia Revelação no SBT.
- 9 de dezembro — Estreia Capitu na Rede Globo.
- 12 de dezembro
  - Termina Água na Boca na Rede Bandeirantes.
  - Estreia Quem Manda É o Chefe no SBT.
- 13 de dezembro
  - A Rede Record exibe o especial RBD: O Adeus.
  - Termina Capitu na Rede Globo.
- 14 de dezembro — Termina Alice na HBO Brasil.
- 15 de dezembro
  - Estreia Uma Escolinha Muito Louca na Rede Bandeirantes.
  - A Rede Record exibe o especial Mestres do Ilusionismo.
- 16 de dezembro — Termina a 1.ª temporada de Nada Além da Verdade no SBT.
- 17 de dezembro
  - Termina Lavanderia MTV na MTV Brasil.
  - Termina a 3.ª temporada de Ídolos na Rede Record.
- 18 de dezembro
  - Termina a 8.ª temporada de A Grande Família na Rede Globo.
  - Termina Casos e Acasos na Rede Globo.
- 19 de dezembro — Estreia Pisando na Bola no SporTV.
- 21 de dezembro — Termina Faça Sua História na Rede Globo.
- 22 de dezembro
  - Termina a 1.ª temporada de Custe o Que Custar na Rede Bandeirantes.
  - A Rede Record exibe o especial Louca Família.
- 23 de dezembro
  - A Rede Globo exibe o especial O Natal do Menino Imperador.
  - A Rede Globo exibe o especial Nada Fofa.
- 24 de dezembro — A Rede Globo exibe o especial Xuxa e as Noviças.
- 25 de dezembro — A Rede Globo exibe o Roberto Carlos Especial.
- 26 de dezembro
  - Termina Atualíssima na Rede Bandeirantes.
  - Termina Domínio MTV na MTV Brasil.
  - A Rede Globo exibe a sua Retrospectiva 2008.
- 27 de dezembro
  - Termina Top 10 MTV na MTV Brasil.
  - Termina Bossa sempre Nova na TV Brasil.
  - Termina A Fila Anda na MTV Brasil.
- 28 de dezembro
  - Termina Siga Bem Caminhoneiro no SBT.
  - A Rede Bandeirantes exibe a sua Retrospectiva 2008: Um Olhar para 2009.
- 29 de dezembro — Estreia 200 Anos de História na Rede Record.
- 30 de dezembro
  - Termina É o Amor na Rede Bandeirantes.
  - A Rede Globo exibe o episódio piloto de Aline.
  - A Rede Globo exibe o Vídeo Show Retrô 2008.
- 31 de dezembro — A Rede Globo exibe o Show da Virada.

## Emissoras e plataformas

### Fundações
| Data            | Emissora                        | Cidade, UF            | Notas | Ref.                |
| --------------- | ------------------------------- | --------------------- | --- | ------------------- |
| 17 de março     | Rede Massa                      | Curitiba, Paraná      | Rede de televisão pertencente ao Grupo Massa, criada como resultado da aquisição das emissoras que pertenciam ao Grupo Paulo Pimentel em Curitiba, Apucarana, Foz do Iguaçu e Londrina | [ 28 ]              |
| 25 de abril     | TV Aratu Camaçari               | Camaçari, Bahia       | Emissora de televisão pertencente ao Grupo Aratu, afiliada ao SBT | [ 29 ]              |
| 18 de junho     | Japão Brasil Network Television | São Paulo, SP         | Canal de televisão por assinatura dedicado a cultura japonesa, programado pela M Sansei Comunicação                                                                                    | [ 30 ]              |
| 1.º de julho    | Nick Jr.                        | São Paulo, SP         | Canal de televisão por assinatura dedicado ao público infantil em idade pré-escolar, programado pela Viacom Networks Brasil                                                            | [ 31 ]              |
| 8 de julho      | Megapix                         | Rio de Janeiro, RJ    | Canal de televisão por assinatura dedicado a filmes, programado pela Globosat | [carece de fontes?] |
| 1.º de agosto   | TV Araucária                    | Lages, Santa Catarina | Emissora de televisão pertencente à Igreja Renascer em Cristo, afiliada à Rede União                                                                                                   | [carece de fontes?] |
| 5 de setembro   | Playhouse Disney Channel        | São Paulo, SP         | Canal de televisão por assinatura dedicado ao público infantil em idade pré-escolar, programado pela The Walt Disney Company América Latina                                            | [ 32 ]              |
| 15 de setembro  | SexPrivé                        | São Paulo, SP         | Canal de televisão por assinatura dedicado a programação erótica, programada pelo Grupo Bandeirantes de Comunicação, em sociedade com o estúdio Brasileirinhas                         | [ 33 ]              |
| 5 de outubro    | TV Arapuan                      | João Pessoa, Paraíba  | Emissora de televisão pertencente ao Sistema Arapuan de Comunicação, afiliada à RedeTV!                                                                                                | [carece de fontes?] |
| 12 de outubro   | TV Metropolitana                | Belém, Pará           | Emissora de televisão afiliada à Rede Brasil | [carece de fontes?] |
| 22 de outubro   | TV Bandeirantes Tocantins       | Palmas, Tocantins     | Emissora de televisão pertencente ao Grupo Bandeirantes de Comunicação, emissora própria da Rede Bandeirantes                                                                          | [ 34 ]              |
| 1.º de dezembro | Tooncast                        | São Paulo, SP         | Canal de televisão por assinatura dedicado a exibir desenhos clássicos, programado pela Turner Broadcasting System Latin America                                                       | [carece de fontes?] |
| 1.º de dezembro | Nat Geo/Fox HD                  | São Paulo, SP         | Canal de televisão por assinatura dedicado a exibir conteúdos da Fox e National Geographic Channel em alta definição, programado pela Fox International Channels Latin America         | [ 35 ]              |
| 13 de dezembro  | FC TV                           | Codó, Maranhão        | Emissora de televisão pertencente ao Grupo FC Oliveira, afiliada ao SBT | [ 36 ]              |

### Extinções
| Data          | Emissora | Cidade, UF                    | Notas | Ref.   |
| ------------- | -------- | ----------------------------- | --- | ------ |
| 31 de janeiro | Rede SC  | Florianópolis, Santa Catarina | A rede foi extinta com a troca de afiliação das suas componentes, do SBT para a Rede Record, e a sua incorporação à RIC TV | [ 37 ] |

### Rebrandings
| Data             | Emissora                    | Cidade, UF                       | Notas                                        | Ref.                |
| ---------------- | --------------------------- | -------------------------------- | -------------------------------------------- | ------------------- |
| 7 de janeiro     | TV Record Pará              | Belém, Pará                      | Passa a se chamar TV Record Norte            | [ 38 ]              |
| 1.º de fevereiro | Rede SC Florianópolis       | Florianópolis, Santa Catarina    | Passa a se chamar RIC TV Florianópolis       | [ 39 ] [ 40 ]       |
| 1.º de fevereiro | Rede SC Blumenau            | Blumenau, Santa Catarina         | Passa a se chamar RIC TV Blumenau            | [ 39 ] [ 40 ]       |
| 1.º de fevereiro | Rede SC Chapecó             | Chapecó, Santa Catarina          | Passa a se chamar RIC TV Chapecó             | [ 39 ] [ 40 ]       |
| 1.º de fevereiro | Rede SC Joinville           | Joinville, Santa Catarina        | Passa a se chamar RIC TV Joinville           | [ 39 ] [ 40 ]       |
| 1.º de fevereiro | TV Record Itajaí            | Itajaí, Santa Catarina           | Passa a se chamar RIC TV Itajaí              | [ 39 ] [ 40 ]       |
| 1.º de fevereiro | TV Record Oeste Catarinense | Xanxerê, Santa Catarina          | Passa a se chamar RIC TV Xanxerê             | [ 39 ] [ 40 ]       |
| 1.º de fevereiro | TV Record Florianópolis     | Florianópolis, Santa Catarina    | Passa a se chamar Record News Santa Catarina | [ 39 ] [ 40 ]       |
| 1.º de fevereiro | RedeTV! Sul                 | Lages, Santa Catarina            | Passa a se chamar SBT Santa Catarina         | [ 39 ] [ 40 ]       |
| 18 de fevereiro  | TV Record Brasília          | Brasília, Distrito Federal       | Passa a se chamar TV Record Centro-Oeste     | [carece de fontes?] |
| 25 de agosto     | TV MS                       | Campo Grande, Mato Grosso do Sul | Passa a se chamar TV MS Record               | [carece de fontes?] |
| 28 de setembro   | TV dos Vales                | Coronel Fabriciano, Minas Gerais | Passa a se chamar InterTV dos Vales          | [carece de fontes?] |
| 28 de outubro    | TV Potengi                  | Natal, Rio Grande do Norte       | Passa a se chamar TV Bandeirantes Natal      | [carece de fontes?] |

### Trocas de afiliação
| Data             | Emissora                   | Cidade, UF                         | Afiliação anterior | Afiliação nova | Notas | Ref.                |
| ---------------- | -------------------------- | ---------------------------------- | ------------------ | -------------- | --- | ------------------- |
| 1.º de fevereiro | RIC TV Florianópolis       | Florianópolis, Santa Catarina      | SBT                | Rede Record    | A troca ocorreu após o Grupo Record adquirir 30% das ações da então Rede SC, pertencente ao Grupo RIC, estendendo a parceria mantida com a Record através da RIC TV no Paraná, com a qual as emissoras catarinenses passam a se integrar a partir de então | [ 39 ]              |
| 1.º de fevereiro | RIC TV Blumenau            | Blumenau, Santa Catarina           | SBT                | Rede Record    | A troca ocorreu após o Grupo Record adquirir 30% das ações da então Rede SC, pertencente ao Grupo RIC, estendendo a parceria mantida com a Record através da RIC TV no Paraná, com a qual as emissoras catarinenses passam a se integrar a partir de então | [ 39 ]              |
| 1.º de fevereiro | RIC TV Chapecó             | Chapecó, Santa Catarina            | SBT                | Rede Record    | A troca ocorreu após o Grupo Record adquirir 30% das ações da então Rede SC, pertencente ao Grupo RIC, estendendo a parceria mantida com a Record através da RIC TV no Paraná, com a qual as emissoras catarinenses passam a se integrar a partir de então | [ 39 ]              |
| 1.º de fevereiro | RIC TV Joinville           | Joinville, Santa Catarina          | SBT                | Rede Record    | A troca ocorreu após o Grupo Record adquirir 30% das ações da então Rede SC, pertencente ao Grupo RIC, estendendo a parceria mantida com a Record através da RIC TV no Paraná, com a qual as emissoras catarinenses passam a se integrar a partir de então | [ 39 ]              |
| 1.º de fevereiro | Record News Santa Catarina | Florianópolis, Santa Catarina      | Rede Record        | Record News    | Com a troca de afiliação da RIC TV Florianópolis, a emissora foi convertida em uma emissora própria do canal de notícias, e passou a ser administrada pelo Grupo RIC através de um acordo com o Grupo Record | [ 39 ]              |
| 1.º de fevereiro | SBT Santa Catarina         | Lages, Santa Catarina              | RedeTV!            | SBT            | Após perder sua afiliação com as emissoras da então Rede SC, o SBT retomou sua parceria com a emissora do Grupo SCC, que já havia sido sua afiliada entre 1982 e 2000. Por sua vez, a RedeTV! ficou sem afiliada em Santa Catarina | [ 40 ]              |
| 1.º de fevereiro | TV Caburaí                 | Boa Vista, Roraima                 | Rede Bandeirantes  | Record News    | Sem aviso prévio aos telespectadores, a emissora trocou de afiliação e passou a retransmitir a Record News. A mudança durou até 12 de maio | [carece de fontes?] |
| 1.º de junho     | TV Nativa                  | Pelotas, Rio Grande do Sul         | SBT                | Record News    | Após quatro anos de afiliação, a emissora rescindiu seu contrato com a rede a passou a retransmitir a programação da Record News, em preparação para a afiliação com a Record, que deixaria a TV Pampa Sul nos próximos dias. O SBT ficou momentaneamente sem cobertura na região até a implantação de uma retransmissora do SBT Porto Alegre | [ 41 ]              |
| 8 de julho       | TV Brasília                | Brasília, Distrito Federal         | Independente       | RedeTV!        | Após ter metade das suas ações readquiridas pelos Diários Associados, a emissora voltou a transmitir a programação da rede depois de 5 anos | [ 42 ]              |
| 14 de julho      | TV Pampa Centro            | Santa Maria, Rio Grande do Sul     | Rede Record        | RedeTV!        | Após divergências entre o Grupo Record e a Rede Pampa de Comunicação, a rede rescindiu o contrato previsto para ir até 2009. As emissoras componentes da TV Pampa então migraram para a RedeTV!, unificando a sua programação com a TV Pampa Porto Alegre. A Record perdeu cobertura em boa parte do interior do estado, com exceção apenas de Pelotas e região, onde a TV Nativa passou a retransmitir o seu sinal após a saída da TV Pampa Sul | [ 43 ]              |
| 14 de julho      | TV Pampa Norte             | Carazinho, Rio Grande do Sul       | Rede Record        | RedeTV!        | Após divergências entre o Grupo Record e a Rede Pampa de Comunicação, a rede rescindiu o contrato previsto para ir até 2009. As emissoras componentes da TV Pampa então migraram para a RedeTV!, unificando a sua programação com a TV Pampa Porto Alegre. A Record perdeu cobertura em boa parte do interior do estado, com exceção apenas de Pelotas e região, onde a TV Nativa passou a retransmitir o seu sinal após a saída da TV Pampa Sul | [ 43 ]              |
| 14 de julho      | TV Pampa Sul               | Pelotas, Rio Grande do Sul         | Rede Record        | RedeTV!        | Após divergências entre o Grupo Record e a Rede Pampa de Comunicação, a rede rescindiu o contrato previsto para ir até 2009. As emissoras componentes da TV Pampa então migraram para a RedeTV!, unificando a sua programação com a TV Pampa Porto Alegre. A Record perdeu cobertura em boa parte do interior do estado, com exceção apenas de Pelotas e região, onde a TV Nativa passou a retransmitir o seu sinal após a saída da TV Pampa Sul | [ 43 ]              |
| 14 de julho      | TV Nativa                  | Pelotas, Rio Grande do Sul         | Record News        | Rede Record    | Após divergências entre o Grupo Record e a Rede Pampa de Comunicação, a rede rescindiu o contrato previsto para ir até 2009. As emissoras componentes da TV Pampa então migraram para a RedeTV!, unificando a sua programação com a TV Pampa Porto Alegre. A Record perdeu cobertura em boa parte do interior do estado, com exceção apenas de Pelotas e região, onde a TV Nativa passou a retransmitir o seu sinal após a saída da TV Pampa Sul | [ 43 ]              |
| 1.º de agosto    | TV Leste                   | Governador Valadares, Minas Gerais | Rede Globo         | Rede Record    | As emissoras trocaram de afiliação depois que a TV Leste recusou as condições para renovar o seu contrato de afiliação com a Globo, que estava propondo a venda de parte das suas ações para a Rede InterTV. Desta forma, a emissora rompeu 21 anos de parceria com a rede, que transferiu sua afiliação para a TV dos Vales, que retransmitia a programação da Record desde a sua criação há cerca de um ano                                    | [ 44 ]              |
| 1.º de agosto    | TV dos Vales               | Coronel Fabriciano, Minas Gerais   | Rede Record        | Rede Globo     | As emissoras trocaram de afiliação depois que a TV Leste recusou as condições para renovar o seu contrato de afiliação com a Globo, que estava propondo a venda de parte das suas ações para a Rede InterTV. Desta forma, a emissora rompeu 21 anos de parceria com a rede, que transferiu sua afiliação para a TV dos Vales, que retransmitia a programação da Record desde a sua criação há cerca de um ano                                    | [ 44 ]              |
| 8 de dezembro    | TV Serra Sul               | Canaã dos Carajás, Pará            | Rede Globo         | Rede Record    | A emissora havia decidido deixar a rede em busca de maiores espaços na programação local | [ 45 ]              |

## Nascimentos
| Data            | Nome             | Notas | Ref.                |
| --------------- | ---------------- | --- | ------------------- |
| 20 de janeiro   | Laís Villela     | Atriz. Seu principal trabalho na televisão foi na série Turma da Mônica - A Série                                                                                      | [carece de fontes?] |
| 14 de fevereiro | Gabriel Moreira  | Ator. Trabalhos notáveis incluem Jesus, A Divisão e Turma da Mônica - A Série                                                                                          | [carece de fontes?] |
| 27 de fevereiro | Melissa Nóbrega  | Atriz. Trabalhos notáveis incluem Haja Coração, Novo Mundo, Apocalipse, Verão 90, Éramos Seis, Nos Tempos do Imperador e Reis                                          | [carece de fontes?] |
| 28 de março     | Gabriel Palhares | Ator. Trabalhos notáveis incluem Força-Tarefa, Gabriela, Geração Brasil, Sete Vidas, Liberdade, Liberdade, Deus Salve o Rei, Amor de Mãe e Betinho - No Fio da Navalha | [carece de fontes?] |
| 1.º de maio     | Clara Galinari   | Atriz. Trabalhos notáveis incluem Espelho da Vida, Amor de Mãe, Gênesis e Reis                                                                                         | [carece de fontes?] |
| 14 de junho     | Giulia Benite    | Atriz. Trabalhos notáveis incluem Segunda Chamada, Turma da Mônica - A Série e Mal Me Quer                                                                             | [carece de fontes?] |
| 9 de agosto     | Mariah Yohana    | Atriz e cantora. Atuou em Travessia, além de ter participado da terceira temporada do The Voice Kids e da segunda temporada Canta Comigo Teen                          | [carece de fontes?] |
| 14 de agosto    | Duda Miliante    | Atriz. Trabalhos notáveis incluem Dupla Identidade, Verdades Secretas, O Tempo Não Para e Gênesis                                                                      | [carece de fontes?] |
| 1.º de setembro | Nathália Costa   | Atriz. Trabalhos notáveis incluem A Vida da Gente, A Teia, Alto Astral, Êta Mundo Bom!, Apocalipse, Detetives do Prédio Azul e Vai na Fé                               | [carece de fontes?] |
| 8 de outubro    | Laura Svacina    | Atriz. Trabalhos notáveis incluem Lia, Gênesis e Reis | [carece de fontes?] |
| 25 de outubro   | Clarah Passos    | Atriz e cantora. Participou da sexta temporada do The Voice Kids | [carece de fontes?] |
| 6 de novembro   | Vivi Lucas       | Atriz e modelo. Seu principal trabalho na televisão foi na telenovela A Infância de Romeu e Julieta                                                                    | [carece de fontes?] |
| 22 de dezembro  | Vittória Seixas  | Atriz. Trabalhos notáveis incluem O Rico e Lázaro, O Sétimo Guardião, Quanto Mais Vida, Melhor! e A Infância de Romeu e Julieta                                        | [carece de fontes?] |

## Mortes
| Data             | Nome                 | Idade         | Notas | Ref.   |
| ---------------- | -------------------- | ------------- | --- | ------ |
| 21 de janeiro    | Luiz Carlos Tourinho | 43 (n. 1964)  | Ator. Trabalhos notáveis incluem O Cometa, Escolinha do Professor Raimundo, Sai de Baixo, Caça Talentos e Sob Nova Direção                                                                            | [ 46 ] |
| 23 de janeiro    | Paulo Lélis          | 56 (n. 1951)  | Radialista e apresentador. Na televisão, ficou responsável por ser o apresentador do programa Nas Garras da Patrulha da TV Diário                                                                     | [ 47 ] |
| 1.º de fevereiro | Beto Carrero         | 70 (n. 1937)  | Ator e empresário. Na televisão, participou de programas como Os Trapalhões, A História de Ana Raio e Zé Trovão, Ô... Coitado!, Domingo Legal e Dedé e o Comando Maluco                               | [ 48 ] |
| 22 de fevereiro  | Oswaldo Louzada      | 95 (n. 1912)  | Ator. Trabalhos notáveis incluem Grande Teatro Tupi, Escalada, Vamp, Você Decide e Mulheres Apaixonadas                                                                                               | [ 49 ] |
| 22 de fevereiro  | Rubens de Falco      | 76 (n. 1931)  | Ator. Trabalhos notáveis incluem Escrava Isaura, A Sucessora, Gaivotas, Um Homem muito Especial, Os Imigrantes, Sinhá Moça, Bambolê e Os Ossos do Barão                                               | [ 50 ] |
| 15 de abril      | Renata Fronzi        | 82 (n. 1925)  | Atriz ítalo-brasileira. Trabalhos notáveis incluem Teatrinho Trol, Família Trapo, A Patota, Pecado Rasgado, Dulcinéa Vai à Guerra, Bronco e Malhação                                                  | [ 51 ] |
| 21 de abril      | Carmen Silva         | 92 (n. 1916)  | Atriz. Trabalhos notáveis incluem Grande Teatro Tupi, Pigmalião 70, Os Ossos do Barão, Ídolo de Pano, A Viagem, Cara a Cara, Campeão e Mulheres Apaixonadas                                           | [ 52 ] |
| 20 de junho      | André Valli          | 62 (n. 1945)  | Ator. Trabalhos notáveis incluem O Feijão e o Sonho, Sítio do Picapau Amarelo, Selva de Pedra, Salomé e Hoje É Dia de Maria                                                                           | [ 53 ] |
| 19 de julho      | Dercy Gonçalves      | 101 (n. 1907) | Atriz, humorista e apresentadora. Trabalhos notáveis incluem Vovo Deville, Noites Cariocas, Dercy de Verdade, Cavalo Amarelo, Que Rei Sou Eu?, La Mamma, Deus Nos Acuda, Fala Dercy e A Praça É Nossa | [ 54 ] |
| 10 de agosto     | Felisberto Duarte    | 70 (n. 1937)  | Humorista e apresentador. Atuou nos programas Alegria 81 e Show da Simony, e se tornou célebre como o "homem do tempo" no Noticentro e no Aqui Agora                                                  | [ 55 ] |
| 4 de setembro    | Fernando Torres      | 80 (n. 1927)  | Ator e diretor. Trabalhos notáveis incluem Grande Teatro Tupi, A Morta sem Espelho, Minha Doce Namorada, Baila Comigo, Terras do Sem-Fim e Amor com Amor Se Paga                                      | [ 56 ] |
| 27 de outubro    | Juan Daniel          | 101 (n. 1907) | Ator hispano-brasileiro. Trabalhos notáveis incluem Minha Doce Namorada, O Bem-Amado e O Casarão | [ 57 ] |
| 20 de novembro   | Fábio Junqueira      | 52 (n. 1956)  | Ator e diretor. Trabalhos notáveis incluem Fronteiras do Desconhecido, História de Amor, Corpo Dourado, Chiquinha Gonzaga, A Escrava Isaura e Cidadão Brasileiro                                      | [ 58 ] |
| 31 de dezembro   | Fábio Sabag          | 77 (n. 1931)  | Ator, produtor e diretor. Trabalhos notáveis incluem Teatrinho Trol, Grande Teatro Tupi, A Grande Mentira, A Cabana do Pai Tomás, Que Rei Sou Eu?, Rainha da Sucata e Você Decide                     | [ 59 ] |